# Coordenadas geocéntricas

Proyección estereográfica de la esfera celeste con los elementos más importantes.

Las coordenadas geocéntricas tienen su origen en el centro de la Tierra y pueden ser coordenadas cartesianas, coordenadas eclípticas o coordenadas ecuatoriales. Para distinguir de las coordenadas heliocéntricas que tienen su origen en el Sol se añade la palabra heliocéntricas o geocéntricas. Así hablaremos de ascensión recta heliocéntrica o ascensión recta geocéntrica.
Suelen expresarse en coordenadas geocéntricas la Luna y todos los satélites artificiales que tienen su órbita alrededor de la Tierra.
Los planetas, asteroides y cometas que giran en torno al Sol, incluida la Tierra suelen expresar su posición en coordenadas heliocéntricas, pero como se ve en ese apartado, acaban siendo observador desde la Tierra por lo que hay que transformar las coordenadas heliocéntricas en geocéntricas.
En las coordenadas geocéntricas el plano de referencia suele ser el Ecuador terrestre pero también se utiliza la eclíptica.
Los satélites artificiales que en general giran próximos a la Tierra sufren la falta de uniformidad de la gravedad terrestre, y ello se traduce en que sus elementos orbitales cambian con gran celeridad por lo que es necesario disponer de elementos recientes, si queremos calcular la posición con un mínimo de exactitud. Además el roce con la atmósfera causa una deceleración que se tabula en estos elementos de dos líneas.
Para el caso de la Luna su órbita es muy complicada porque el Sol actúa con una fuerza no despreciable constituyendo un problema de los tres cuerpos. Tampoco se pueden no considerar las acciones de Venus, Júpiter y Saturno. Dada la complejidad del movimiento, los nodos de la Luna, no están fijos, sino que dan una vuelta en 18,6 años. El eje de la elipse lunar no está fijo y el apogeo y perigeo dan una vuelta completa en 8,85 años. La inclinación de la órbita varía entre 5º y 5º18’. Así que para calcular su longitud y latitud geocéntricas o su ascensión recta y declinación geocéntrica hay que considerar cientos de términos.